# Genderová archeologie
Genderová archeologie vycházející z feministické kritiky archeologie sedmdesátých a osmdesátých let 20. století se soustřeďuje na analýzu a pokus o rekonstrukci života pravěkých populací pouze na základě podložených archeologických dat, podpořených údaji, získanými z mezioborové spolupráce.
Navzdory tomu, že je to pojem relativně nový, je pro archeologii velmi důležitý. Snaží se minimalizovat vliv kultury, která ovlivňuje vnímání pravěkých společností a snaží se téma zkoumat co nejvíce kriticky.

## Gender
Gender je v archeologii stále novým pojmem, začal vznikat v průběhu 70. let 20. století, ačkoliv bylo o tomto tématu napsáno již několik prací, ze světa např. NELSON, S. M. 1997: Gender in Archaeology: Analyzing Power and Prestige, Walnut Creek nebo ENGELSTAD, E. 2007: Much More than Gender, Journal of Archaeological Method and Theory 14/3, 217-234.

## Genderová archeologie v České republice
V české a moravské archeologii je pozornost problematice genderu v pravěkých společnostech věnována zhruba necelou jednu dekádu. Jedná se zde především o práce věnující se konkrétním otázkám v rámci daných archeologických kultur, než o obecně metodologické a teoretické práce.

Z českého prostředí jde např. o práce ČERMÁKOVÁ, E. 2005: Postavení ženy, muže a dítěte v rámci společnosti tvůrců lengyelské kultury, rkp. diplomové práce, Brno, tato studie je zaměřena na genderovou perspektivu v době neolitu. Studie se věnuje problematice sociálního statutu žen, mužů a dětí v lengyelské kultuře, a to zejména na základě hrobových nálezů a zvláštních artefaktů.
TUREK, J. 2002: „Cherche la femme!“ Archeologie ženského světa a chybějící doklady ženských pohřbů z období zvoncovitých pohárů v Čechách. In: Neustupný, E. (ed.): Archeologie nenalézaného, Plzeň – Praha, 217 – 240, tato studie se věnuje genderové perspektivě v pozdním eneolitu.

## Okruhy genderové archeologie
1. Rituální a náboženské chování – pro tento okruh je velmi důležitý správný kontext, protože v případě špatného kontextu dochází k deformaci „pravěké reality“
2. Pohřbívání – pokud je k dispozici dostatečný objem hrobových dat, pohřební zvyklosti často nejlépe a nejpodrobněji vypovídají o sociální, tedy i genderové struktuře zkoumané lokality[4]
3. Sídelní a výrobní areály a pravěká domácnost – materiální kultura je pro archeologii velmi významná, protože se zní lze dozvědět velmi mnoho o sociální, ekonomické a genderové struktuře nejen pravěkých společností a oddělit tak původní představy od reálného pohledu

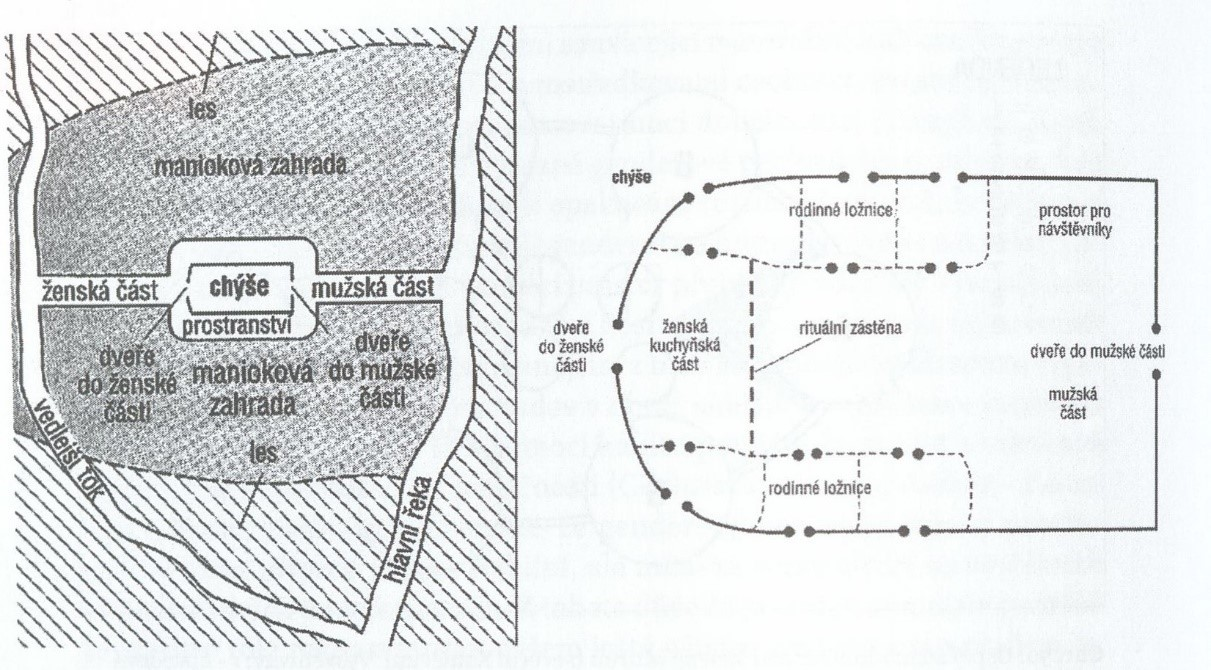
Symbolický rozměr uspořádání domu a jeho okolí u kmene Barasanů (Kolumbie)

## Genderová analýza
Genderová analýza je běžnější a známější zejména v anglicky mluvících zemích a ve Skandinávii. Tato analýza bývá používána zejména v mimoevropských projektech. V České republice se s touto analýzou lze setkat velmi zřídka, protože prameny, které se zabývají problematikou pravěké sociální společnosti, jsou dosti zastaralé a neobjektivní.
U genderové analýzy, stejně jako obecně u archeologie, platí, že je k jejímu kompletnímu poznání potřeba spolupráce a srovnávání s jinými vědními obory (antropologie, historie, etnologie…). Z toho vyplývá, že moderní archeologie by měla být multidisciplinární vědou, snažící se odhalovat neznámá fakta o zaniklých lidských společnostech.